# Ruud Kuijer
Pour les articles homonymes, voir Kuijer.
 (octobre 2015).
Ruud Kuijer (né à Schalkwijk, le 8 juin 1959) est un sculpteur néerlandais.

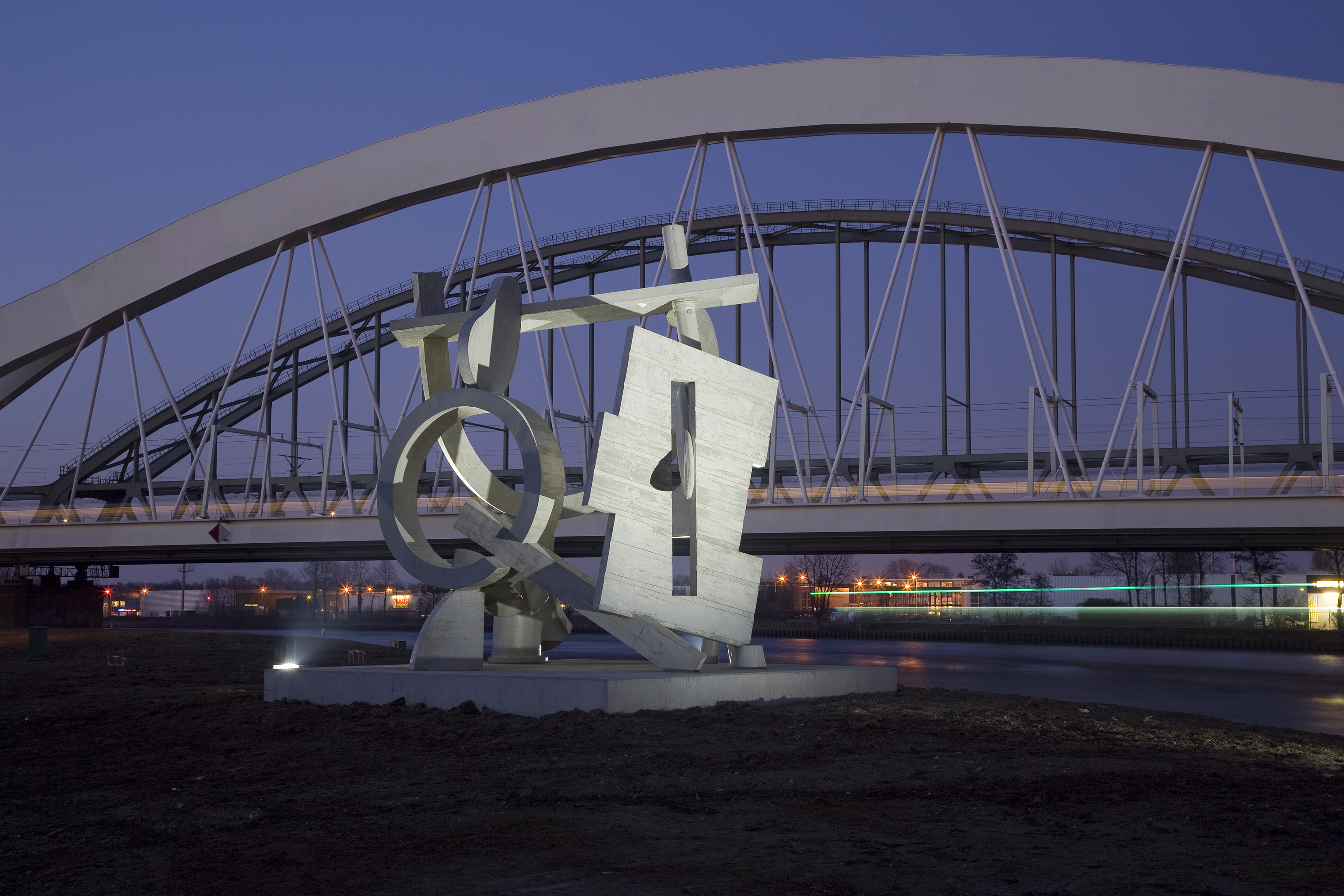
Waterwerken V Circuit 2009, Utrecht

## Biographie
Après ses études à l'Académie Jan van Eyck à Maastricht, Ruud Kuijer s’installe à Utrecht.
En 1986, il s’est fait connaître du public en tant que sculpteur, notamment par ses sculptures abstraites, dans lesquelles il insère des formes reconnaissables. Au début de sa création, les sculptures étaient réalisées à partir de matériaux industriels bruts tels que l’acier, le bois et le béton. Les dernières années, il utilise principalement le béton.
Depuis 2002, Ruud travaille à la réalisation d’un groupe de sept sculptures monumentales en béton sur une bande de terre aux abords du Canal d'Amsterdam au Rhin, à Utrecht. Ce projet, monté par sa propre initiative,  portant le nom de Sculpture at Land’s End et situé sur le terrain industriel Lage Weide, lui a rapporté en 2004 le Prix de la Culture Fentener van Vlissingen et en 2005 le Prix néerlandais des œuvres en béton Nederlandse Betonprijs.
Ruud Kuijer qualifie ses sculptures d'Œuvres Hydrographiques car, à différents niveaux, elles mettent en valeur la relation qu’elles ont avec l’eau. Jusqu’à ce jour, quatre très grandes sculptures ont été réalisées ; ‘Waterwerk IV’ Overstag, a  été placée en mai 2007. En mai 2008, la sculpture Springtij a pris place devant le siège de la société Boskalis à Papendrecht.

## Œuvre hydrographique ('Waterwerken')
- 2002 Waterwerk I, Forward
- 2003 Waterwerk II, Bearable Lightness
- 2005 Waterwerk III, Chardonnay
- 2007 Waterwerk IV, Overstag
- 2009 Waterwerk V, Circuit
- 2011 Waterwerk VI, Weerslag
- 2013 Waterwerk VII, Cohesie

## Expositions (sélection)
- 1986 Galerie Wentzel, Keulen
- 1987 Galerie Waalkens, Finsterwolde
- 1989 Galerie Wentzel, Keulen
- 1990 Centraal Museum, Utrecht
- 1991 Galerie Wentzel, Keulen
- 1996 Gemeentemuseum Den Haag
- 1997 Wilhelm Lehmbruckmuseum, Duisburg
- 2000 Galerie Waalkens, Finsterwolde
- 2009 Centraal Museum, Utrecht
- 2011 Galerie Gerken, Berlijn
- 2014 Rijksmuseum van Oudheden, Rijksmuseum Volkenkunde, Museum Boerhaave, Leiden
- 2014 Museum Beelden aan Zee, Den Haag
- 2017 ARTZUID, Biennale internationale de sculpture d'Amsterdam (exposition collective)
- 2017 Villa Wessel, Iserlohn
- 2017-2018 Cité des arts et des sciences, Valencia
- 2019 Galerie Slewe, Amsterdam (avec Lon Pennock)
- 2019 Biennale de Sculpture BLICKACHSEN 12, Frankfurt et ses environs (exposition collective)
- 2020 Galerie Slewe, Amsterdam (avec Krijn de Koning)
- 2021 Gerhard Marcks Haus, Bremen

## Projets en cours d’élaboration
- 2009: Exposition au Centraal Museum, Utrecht
- 2010: Exposition au Wilhelm Lehmbruck Museum, Duisburg, Allemande
- 2010: Sculptures pour Parkhaven, Utrecht
- 2011: Œuvre hydrographique VI

## Collections
Les sculptures de Ruud Kuijer sont aussi exposées dans la collection des musées suivants :
- Bonnefantenmuseum, Maastricht
- Centraal Museum, Utrecht
- Musée municipal de La Haye
- Wilhelm Lehmbruck Museum in Duisburg
- Stedelijk Museum Amsterdam
- Museum Beelden aan Zee, Den Haag
- Et dans les collections privées aux Pays-Bas, Belgique, Allemagne, États-Unis, Espagne et Australie.

## Publications
- 2018 Abstraction-Space-Steel, sur l'œuvre d'André Volten. Texte du catalogue accompagnant l'exposition Utopia d'André Volten au musée Beelden aan Zee, La Haye. Éditeurs Waanders, Zwolle  (ISBN 978 94 6262 1824)
- 2019 Ruud Kuijer: Over Sculptuur, Notities van een maker en beschouwer.Éditeurs NAI010, Rotterdam  (ISBN 978-94-6208-523-7)
- 2019 Ruud Kuijer: On sculpture, Reflections by a Maker and Observer. Éditeurs NAI010, Rotterdam  (ISBN 978-94-6208-533-6)
- 2019 Ruud Kuijer : Über Skulptur, Notizen eines Machers und Betrachters. Éditeurs NAI010, Rotterdam  (ISBN 978-94-6208-532-9)

## Galerie de photos

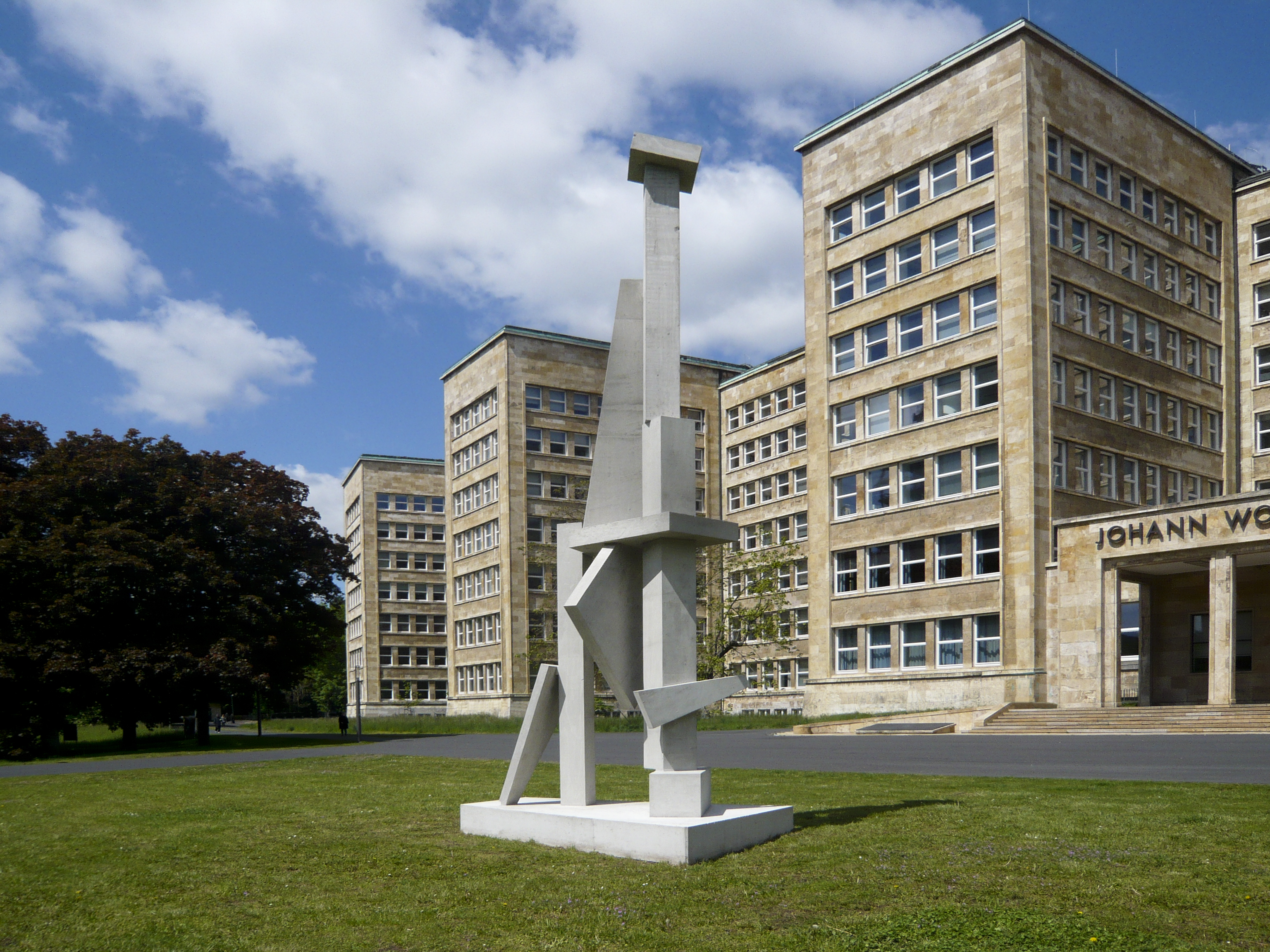
Avion Suspendu pendant Blickachsen 12, Francfort (2019)
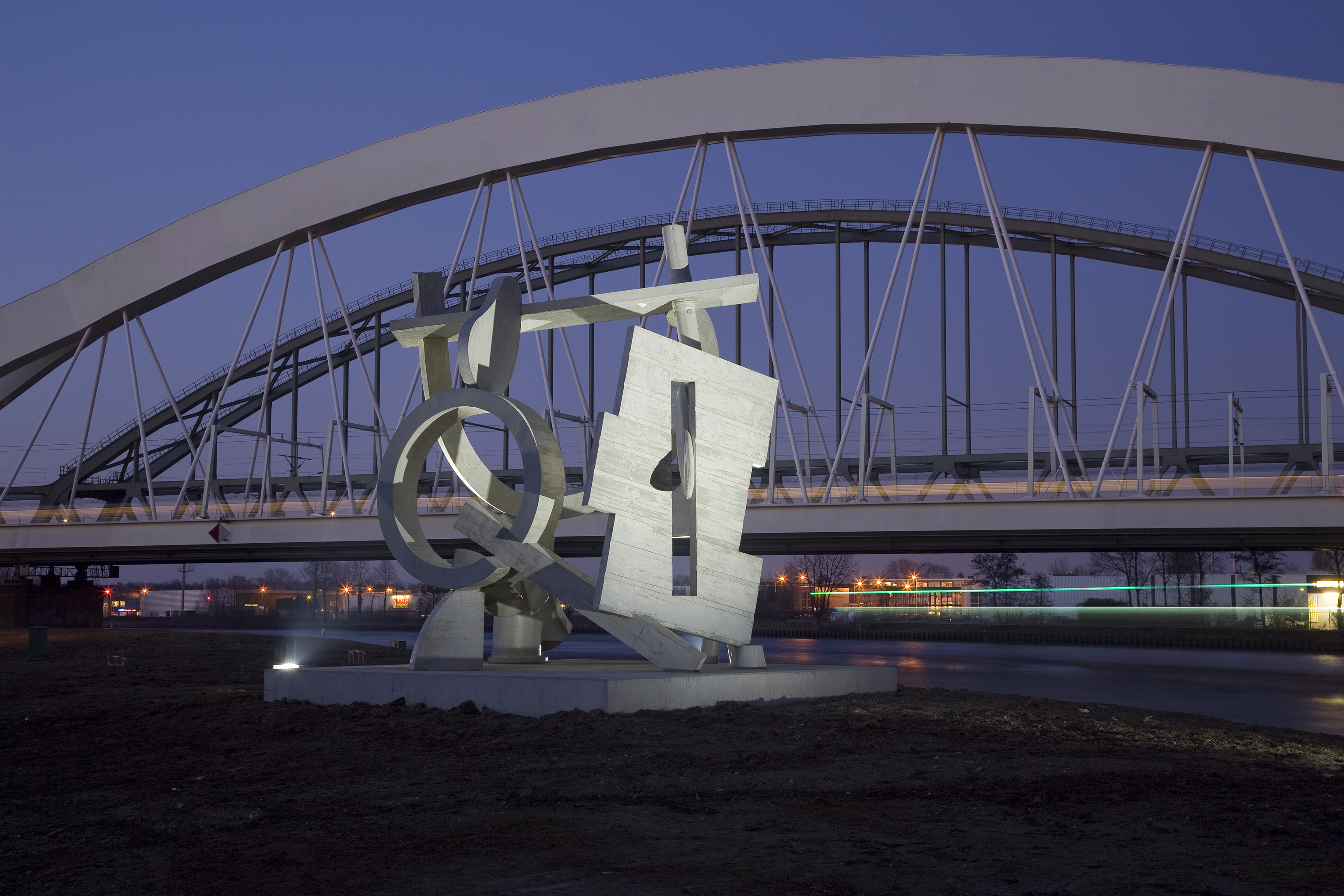
Waterwerken V Circuit 2009, Utrecht
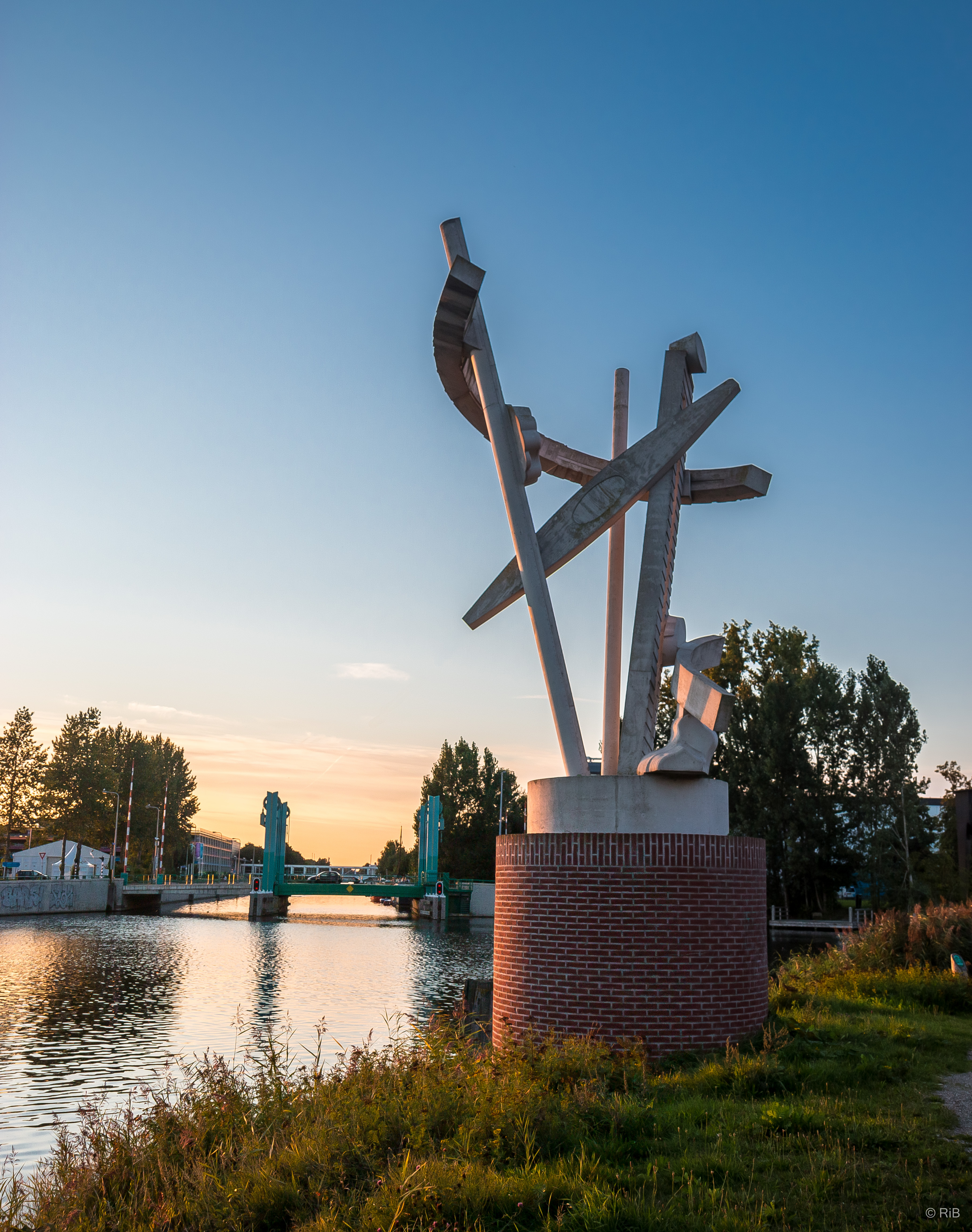
Sculpture au canal Merwede, Utrecht (2010)
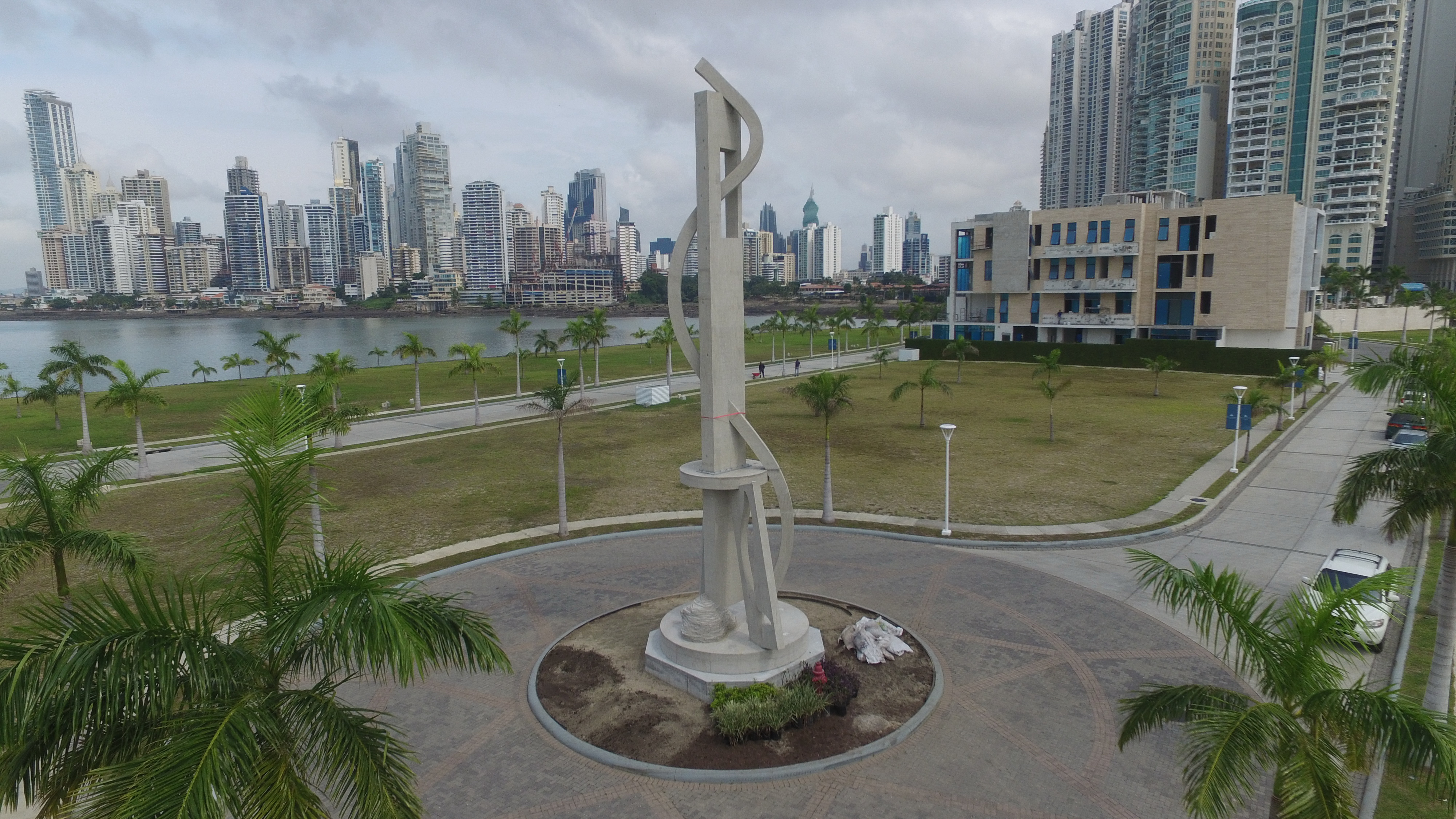
Sculpture Ocean Reef I, Panama City (2016)